# Oculus Optikgeräte

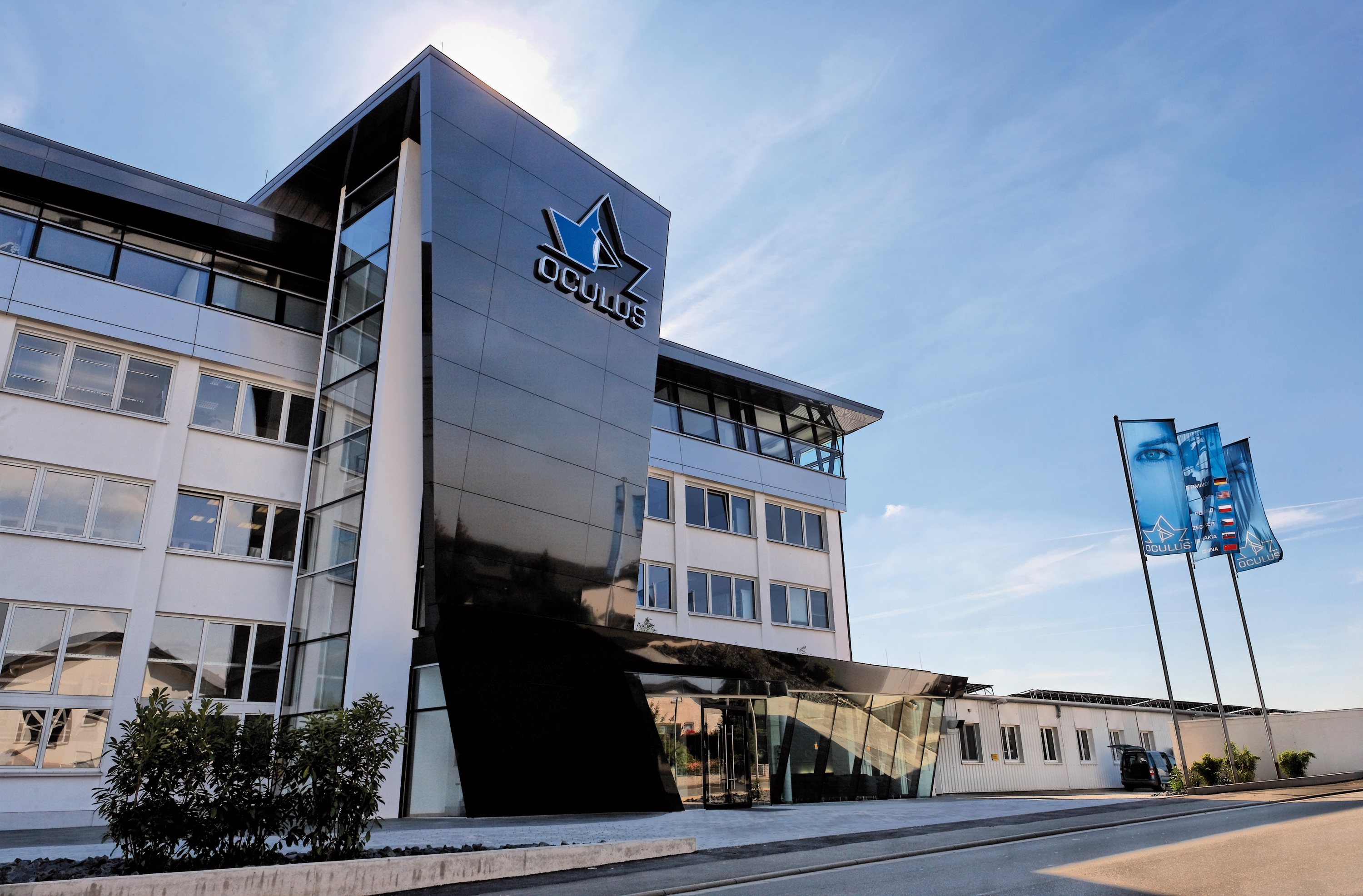
Oculus-Stammsitz in Wetzlar

Die Oculus Optikgeräte GmbH (Eigenschreibweise: OCULUS) mit Sitz im Wetzlarer Stadtteil Dutenhofen ist ein mittelständisches Unternehmen der optischen Industrie. Die Firma mit ca. 480 Mitarbeitern (am Hauptsitz) bietet Geräte und Instrumente für Augenuntersuchungen an. Das Unternehmen entwickelt und produziert seine ophthalmologischen Produkte für den internationalen Markt. Zu seiner weltweiten Kundschaft gehören Augenärzte, Augenoptiker und Optometristen. Neben einem weltweiten Händlernetz unterhält Oculus eigene Niederlassungen in den USA, Hongkong, Tschechien, der Slowakei, Polen und Spanien. 70 % des Umsatzes der Firma entfallen auf den Export in über 80 Länder der Welt.

## Geschichte
Das Unternehmen wurde 1895 als A. Mager Spezialfabrik ophthalmologischer Instrumente durch Alois Mager in Berlin gegründet. Mit stetiger Fortentwicklung der Produkte, etwa eines kleinen Spiegellämpchens zur Ophthalmoskopie, und einer Ausweitung des Exportgeschäftes überstand das Unternehmen die Weltwirtschaftskrise, eine Belegschaftsstärke von 50 Angestellten und Arbeitern wurde erreicht. 1932 wurde das Unternehmen in Oculus GmbH umbenannt.
Nach Ende des Zweiten Weltkriegs wurde ein Großteil der Spezialmaschinen und Betriebsvorrichtungen demontiert und nach Russland abtransportiert. Das im Osten Berlins gelegene Unternehmen sollte in einen volkseigenen Betrieb umgewandelt werden. Daher gründete der Geschäftsführer Wilhelm Mager im Westen Berlins zunächst einen Ausweichbetrieb. Aufgrund der immer prekäreren Lage im isolierten West-Berlin entschloss sich Wilhelm Mager zusammen mit seinem Schwager Kurt Kirchhübel 1947 zur Betriebsneugründung im Westen Deutschlands. Die Standortwahl fiel auf Dutenhofen bei der Stadt Wetzlar mit ihrer optisch-feinmechanischen Industrie.
Die Unternehmensentwicklung wurde begleitet durch eine enge Zusammenarbeit mit der Wissenschaft und der augenärztlichen Praxis, die zu einer Reihe von Neukonstruktionen in der Ple- und Orthoptik führte (Augenspiegel mit Fixationsstern, Visuskop, Synoptophor, Euthyskop, Koordinator zur speziellen Schulung der fovealen Blickrichtung). Die Kooperation mit der Universitäts-Augenklinik Tübingen ermöglichte ab 1959 die technische Umsetzung des Tübinger Handperimeter, das bis 1982 gebaut und weltweit in Forschung und Praxis eingesetzt wurde. Seit 1985 kooperiert Oculus mit der Firma Nidek in Japan. Die von Nidek entwickelten ophthalmologischen Geräte ergänzten das Oculus Produktprogramm und Oculus sicherte sich den Alleinvertrieb für Deutschland.
Seit den 1980er und 1990er Jahren ergänzt die Elektrotechnik zunehmend die traditionellen Technologiefelder Feinmechanik und Optik, auf denen sich Oculus bewegt. Eine Reihe von PC- und elektronikgesteuerten ophthalmologischen Geräten wurde entwickelt. 2002 wurde als Diagnosegerät zur Befunderhebung im Bereich des vorderen Augenabschnittes die automatisch rotierende 3D-Scheimpflugkamera Pentacam vorgestellt, die 2004 mit dem Sonderpreis der Hessischen Bankinstitute prämiert wurde.

## Produkte
Zur Produktpalette des Unternehmens gehören Scheimpflug-Tomographen für die Untersuchung des vorderen Augenabschnitts, Topographen zur Vermessung der Hornhautvorderfläche, Tonometer zur Beurteilung der biomechanischen Eigenschaften der Cornea, ein Weitwinkel-Beobachtungssystem für die Glaskörper-Chirurgie, Universal-Messbrillen zur subjektiven Refraktion, verschiedene Perimeter zur Prüfung des Gesichtsfeldes sowie Sehtestgeräte zur Prüfung des Sehvermögens.